# Brooksville (Oklahoma)
Brooksville és un poble dels Estats Units a l'estat d'Oklahoma. Segons el cens del 2000 tenia 90 habitants.

## Demografia
Segons el cens del 2000, Brooksville tenia 90 habitants, 32 habitatges, i 23 famílies. La densitat de població era d'11,7 habitants per km².
Dels 32 habitatges en un 43,8% hi vivien nens de menys de 18 anys, en un 59,4% hi vivien parelles casades, en un 12,5% dones solteres, i en un 28,1% no eren unitats familiars. En el 28,1% dels habitatges hi vivien persones soles el 9,4% de les quals corresponia a persones de 65 anys o més que vivien soles. El nombre mitjà de persones vivint en cada habitatge era de 2,81 i el nombre mitjà de persones que vivien en cada família era de 3,22.
Per edats la població es repartia de la següent manera: un 38,9% tenia menys de 18 anys, un 7,8% entre 18 i 24, un 18,9% entre 25 i 44, un 18,9% de 45 a 60 i un 15,6% 65 anys o més.
L'edat mediana era de 32 anys. Per cada 100 dones de 18 o més anys hi havia 77,4 homes.
La renda mediana per habitatge era de 45.625 $ i la renda mediana per família de 45.417 $. Els homes tenien una renda mediana de 51.250 $ mentre que les dones 38.750 $. La renda per capita de la població era de 15.667 $. Entorn del 18,5% de les famílies i el 15,4% de la població estaven per davall del llindar de pobresa.

## Poblacions més properes
El següent diagrama mostra les poblacions més properes.